# Gymnopyge hirsuta
Gymnopyge hirsuta är en skalbaggsart som beskrevs av Mont A. Cazier 1939. Gymnopyge hirsuta ingår i släktet Gymnopyge och familjen Melolonthidae. Inga underarter finns listade i Catalogue of Life.